# Lijst van leden van de Kantonsraad van Zwitserland uit het kanton Graubünden

Vlag van Graubünden.

Dit artikel bevat een lijst van leden van de Kantonsraad van Zwitserland uit het kanton Graubünden.
Graubünden heeft zoals de meeste kantons twee vertegenwoordigers in de Kantonsraad.

## Lijst
| Naam                                | Partij/fractie            | Ambtsperiode                            | Geboren | Overleden |
| ----------------------------------- | ------------------------- | --------------------------------------- | ------- | --------- |
| Anton Philipp Ganzoni               | liberalen                 | 1848–1852                               | 1800    | 1881      |
| Johann Rudolf Brosi                 | liberalen                 | 1848–1849 1856–1857                     | 1801    | 1877      |
| Giuseppe a Marca                    | katholieke conservatieven | 1849–1851                               | 1799    | 1866      |
| Ludwig Anton Vieli                  | liberalen                 | 1851–1852 1856–1857 1858–1859 1863–1864 | 1808    | 1867      |
| Peter Conradin von Planta           | liberalen                 | 1852 1856 1862–1872                     | 1815    | 1902      |
| Johann Andreas Sprecher von Bernegg | liberalen                 | 1853–1854 1860–1861                     | 1811    | 1862      |
| Johann Bartholome Caflisch          | liberalen                 | 1853–1856 1859–1860 1868–1869           | 1817    | 1899      |
| Caspar de Latour                    | liberalen                 | 1854–1855 1857                          | 1827    | 1861      |
| Johann Gaudenz von Salis            | liberalen                 | 1855 1858–1860                          | 1825    | 1886      |
| Johann Baptista von Tscharner       | liberalen                 | 1857–1858                               | 1815    | 1879      |
| Johann Bartholome Arpagaus          | katholieke conservatieven | 1860–1861                               | 1810    | 1882      |
| Alois de Latour                     | liberalen                 | 1861–1862                               | 1805    | 1875      |
| Johann Romedi                       | liberalen                 | 1861–1864                               | 1819    | 1876      |
| Herkules Oswald                     | liberalen                 | 1862–1863                               | 1823    | 1869      |
| Remigius Peterelli                  | katholieke conservatieven | 1864–1868 1869–1873 1881–1892           | 1815    | 1892      |
| Gaudenz Gadmer                      | liberalen                 | 1865–1866                               | 1819    | 1877      |
| Hans Hold                           | liberalen                 | 1871–1872 1873–1881                     | 1826    | 1910      |
| Jachen Ulrich Könz                  | liberalen                 | 1872–1873                               | 1819    | 1901      |
| Prospero Albrici                    | liberalen                 | 1873–1874                               | 1822    | 1883      |
| Florian Gengel                      | liberalen                 | 1874–1879                               | 1834    | 1905      |
| Andreas Bezzola                     | liberalen                 | 1880–1881                               | 1840    | 1897      |
| Peter Conradin Romedi               | conservatieven            | 1881–1898                               | 1817    | 1899      |
| Luzius Raschein                     | FDP/PRD                   | 1892–1899                               | 1831    | 1899      |
| Franz Peterelli                     | katholieke conservatieven | 1899–1907                               | 1847    | 1907      |
| Felix-Louis Calonder                | FDP/PRD                   | 1899–1913                               | 1863    | 1952      |
| Friedrich Brügger                   | KVP/PCP                   | 1907–1930                               | 1854    | 1930      |
| Andreas Laely                       | FDP/PRD                   | 1913–1935                               | 1864    | 1955      |
| Johann Josef Huonder                | KVP/PCP                   | 1930–1935                               | 1878    | 1935      |
| Georg Willi                         | KVP/PCP                   | 1935–1938                               | 1884    | 1946      |
| Albert Lardelli                     | DP/PD                     | 1935–1956                               | 1888    | 1859      |
| Josef Vieli                         | KVP/PCP                   | 1939–1956                               | 1884    | 1962      |
| Gion Darms                          | KVP/PCP                   | 1956–1968                               | 1896    | 1976      |
| Arno Theus                          | DP/PD SVP/UDC             | 1956–1974                               | 1911    | 1999      |
| Gion Clau Vincenz                   | CVP/PDC                   | 1968–1979                               | 1921    | 2014      |
| Leon Schlumpf                       | SVP/UDC                   | 1974–1979                               | 1925    | 2012      |
| Luregn Mathias Cavelty              | CVP/PDC                   | 1979–1994                               | 1935    |           |
| Ulrich Gadient                      | SVP/UDC                   | 1980–1994                               | 1931    | 2016      |
| Christoffel Brändli                 | SVP/UDC                   | 1995–2011                               | 1943    |           |
| Theo Maissen                        | CVP/PDC                   | 1995–2011                               | 1944    |           |
| Stefan Engler                       | CVP/PDC                   | 2011–                                   | 1960    |           |
| Martin Schmid                       | FDP/PLR                   | 2011–                                   | 1969    |           |

Afkortingen
- CVP/PDC: Christendemocratische Volkspartij
- DP/PD: Democratische Partij
- FDP/PLR: Vrijzinnig-Democratische Partij.De Liberalen
- FDP/PRD: Vrijzinnig-Democratische Partij, voorloper van de FDP/PLR
- KVP/PCP: Katholieke Volkspartij van Zwitserland, voorloper van de CVP/PDC
- SVP/UDC: Zwitserse Volkspartij

Bondsraad
Lijst van leden van de Zwitserse Bondsraad · 
Lijst van bondspresidenten van Zwitserland
Nationale Raad
Aargau · 
Appenzell Ausserrhoden · 
Appenzell Innerrhoden · 
Basel-Landschaft · 
Basel-Stadt · 
Bern · 
Fribourg · 
Genève · 
Glarus · 
Graubünden · 
Jura

Luzern · 
Neuchâtel · 
Nidwalden · 
Obwalden · 
Sankt Gallen · 
Schaffhausen · 
Schwyz · 
Solothurn · 
Thurgau · 
Ticino · 
Uri · 
Vaud · 
Wallis · 
Zug · 
Zürich
1983-1987 · 
1987-1991 · 
1991-1995 · 
1995-1999 · 
1999-2003 · 
2003-2007 · 
2007-2011 · 
2011-2015 · 
2015-2019 · 
2019-2023 · 
2023-2027
Voorzitters
Kantonsraad
Aargau · 
Appenzell Ausserrhoden · 
Appenzell Innerrhoden · 
Basel-Landschaft · 
Basel-Stadt · 
Bern · 
Fribourg · 
Genève · 
Glarus · 
Graubünden · 
Jura

Luzern · 
Neuchâtel · 
Nidwalden · 
Obwalden · 
Sankt Gallen · 
Schaffhausen · 
Schwyz · 
Solothurn · 
Thurgau · 
Ticino · 
Uri · 
Vaud · 
Wallis · 
Zug · 
Zürich
1983-1987 · 
1987-1991 · 
1991-1995 · 
1995-1999 · 
1999-2003 · 
2003-2007 · 
2007-2011 · 
2011-2015 · 
2015-2019 · 
2019-2023 · 
2023-2027
Voorzitters